# Club Atlético Almagro (Esperanza)
El Club Atlético Almagro es una asociación mutual, social y deportiva de la ciudad de Esperanza, Santa Fe, Argentina, que desarrolla diversas actividades como ellas baloncesto, natación, muay thai, kick boxing, entrenamiento funcional, zumba y strong.
Su principal actividad es el baloncesto. Ha jugado 3 temporadas en la Liga Nacional de Básquet durante los años 84 y 87 contando con varias figuras como Alberto "Patito" Paoli y los americanos Albert Owens y Tommy Lee Anderson con "Pepote" Spies como director técnico. En 1968 obtuvo el Campeonato Argentino de Clubes, el cual era el campeonato de mayor importancia de este deporte en esa época.

## Historia
Fue fundado el 15 de junio de 1951 en Avenida Los Colonizadores y Rivadavia, siendo su primer presidente Andrés Berutto.
En la temporada 2002/2003 luego de varios años sin jugar competencias nacionales ascendió a la Liga Nacional B siendo campeón del Federativo C. En 2004, con la base del ascenso, cerró una gran temporada en la Liga Nacional B llegando a los cuartos de final (por aquel entonces llegar a esa instancia implicaba estar en semifinales, debido a que los dos finales directamente ascendían y solo disputaban la final para ver quién era el campeón de la competición). Cayó derrotado en un tercer partido frente a Unión de Sunchales, que ese año posteriormente ascendería al Torneo Nacional de Ascenso de Argentina, la segunda categoría de ese país. Al año siguiente ocurrió lo mismo, pero el rival fue Asociación Española de Charata, cayendo en la misma instancia en el quinto juego con este equipo que posteriormente conseguiría el Ascenso al TNA.
Actualmente participa en el Torneo de la Asociación Santafesina de Basquetbol, que es el torneo regional dentro del baloncesto de la asociación Santafesina de Basquetbol; y a su vez participa de la Liga Provincial de Santa Fe donde compite con equipos de todos los puntos de la provincia y en el 2023 y 2024 participa de la Liga Federal de basquet, una liga organizada por la Confederación Argentina y es la tercera categoría del basquet nacional.

## Instalaciones
Sus instalaciones se encuentran en la intersección de Alberdi y Pueyrredon en la ciudad de Esperanza, donde posee un estadio cubierto con capacidad para aproximadamente 1.000 espectadores, conocido como el «Nido de las Aguílas», por su apodo. El día 07/12/2021 durante el evento de fin de año se realizó un acto para nombrar al estadio como "Juan Carlos PEPOTE Spies" en reconocimiento a su destacada trayectoria.
Además posee un salón de fiestas, dos piletas de natación, una cancha de básquet de exterior, salón comedor de gran tamaño y un salón de usos múltiples inaugurado en julio de 2021.
En invierno de 2023 se renovó el tecnopiso deportivo en su totalidad, luces del estadio principal y tableros electrónicos para los partidos.

## Particularidades
Lleva los colores blanco y negro, y es conocido por sus fanáticos como "Negro" y "Aguílas". El estadio es usado además como escenario de grandes eventos deportivos y culturales que se realizan en la ciudad.

## Plantel de Almagro en Liga Nacional "A"
| N.º | Posición  | Nombre               | Nacionalidad              |
| --- | --------- | -------------------- | ------------------------- |
| 4   | Escolta   | Albert Owens         | Bandera de Estados Unidos |
| 5   | Pivot     | Luis Gaido           | Bandera de Argentina      |
| 6   | Pivot     | Héctor Roldan        | Bandera de Argentina      |
| 7   | Base      | David Pruvost        | Bandera de Argentina      |
| 9   | Pivot     | Tommy Lee Anderson   | Bandera de Estados Unidos |
| 10  | Base      | Alberto Paoli        | Bandera de Argentina      |
| 11  | Alero     | Eduardo Andreoli     | Bandera de Argentina      |
| 12  | Ala-Pivot | Sergio Hilgert       | Bandera de Argentina      |
| 13  | Escolta   | Leonardo Hominal     | Bandera de Argentina      |
| 14  | Ala-Pivot | José Carlos Andreoli | Bandera de Argentina      |
| 15  | Alero     | Hugo Cignetti        | Bandera de Argentina      |

## Jugadores destacados
- Juan Carlos "Pepote" Spies
- Pati Montalbeti
- Tommhy Anderson
- Albert Owens
- Patito Paoli
- Gringo Grenon
- Roy Melchiorre
- Martín Colaneri
- Javier Giletta
- Ramiro Díaz Cuello
- Mauro Negri
- Pato Roldan
- Hugo Cignetti
- José Carlos Andreoli
- Oscar Ramón Montalbetti
- Oscar Risso
- Orlando Miguel Bourquin
- Estanislao Antonio Tkaczyk
- Joseph Garrett
- Leandro Spies
- Diego Collomb